# Simon Brons
Simon Brons (Rotterdam, 19 april 1838 – Den Haag, 10 december 1913) was een Nederlands pianist en muziekpedagoog. 
Hij werd geboren in het gezin van griffier van het vredegerecht Cornelis Brons en Maria Johanna Hutschenruijter, zuster van violist, dirigent, componist Wouter Hutschenruijter (1796-1878). Hij huwde in 1863 met de Britse Sarah Ann Harding.
Hij was grotendeels autodidact. Hij werkte in de handel en studeerde zelf vanuit woonplaats Breda. In 1880 vestigde hij zich in Den Haag om er lessen te geven in piano, harmonieleer en compositieleer. Daarvoor was hij voor korte tijd werkzaam als pianist in Londen (1860-1863). Van zijn hand verscheen een gering aantal composities zoals, marsen, liederen (Op St. Thomans, een schertsliedeken) en kleine koorwerken. Hij is tevens de auteur van:
- Een methodiek van het klavierspel (Haagsche Boekhandel- en Uitgeversmaatschappij, 1896)
- samen met Cornelis Immig schreef hij de Nederlandse bewerking De geschiedenis der muziek, een vertaling van Bernard Kothes Musikgeschicht (H.A.M. Roelants, 1899)
- De muziek in haar wezen; proeve eener Nederlandsche muziek-aesthetiek (1903)
- De leer van den muzikalen vorm
- Algemeene muziekleer

Hij was voorts (hoofd)redacteur bij bladen Euterpe (orgaan van de Nederlandse bond van harmonie- en fanfarekorpsen) en Het Orgel.
- International Standard Name Identifier: 0000 0003 9392 4888
- Nederlandse Thesaurus van Auteursnamen: 100817572
- Virtual International Authority File: 288310671
- WorldCat: E39PBJd3MWrT6gftVRMvvJG4MP